# موش کور حشره‌خوار چینی
موش کور حشره‌خوار چینی (نام علمی: Uropsilus soricipes) نام یک گونه از سرده موش کورهای حشره‌خوار است.